# 딜펑 브라더스
딜펑 브라더스(영어: Numb Chucks)는 캐나다의 애니메이션 시리즈이다.

## 방송 국내
- 캐나다: 2014년 1월 7일 (YTV)
- 한국: 2014년 10월 20일 (디즈니 채널)